# Fédération péruvienne de football
Pour les articles homonymes, voir FPF.
La Fédération péruvienne de football (Federación Peruana de Fútbol (es) FPF) est une association regroupant les clubs de football du Pérou et organisant les compétitions nationales et les matchs internationaux de la sélection du Pérou.
Fondée en 1922, affiliée à la FIFA depuis 1924, la FPF est membre de la CONMEBOL depuis 1925. Son siège est situé à la VIDENA, Av. Aviación 2085, San Luis, Lima (Pérou).

## Histoire
Le 27 février 1912 est créée la Liga Peruana de Foot Ball avec pour mission d'organiser le football naissant au Pérou. Initialement restreint aux clubs de la capitale et de son port – Lima et Callao, respectivement – un premier championnat voit le jour entre 1912 et 1921. Mais ce tournoi est sujet à controverse d'où la création de la Fédération péruvienne de football (FPF), le 23 août 1922, dont le premier président est un ancien joueur de l'Atlético Chalaco, Claudio Martínez Bodero (es), qui reste en place jusqu'en 1926.
À l'occasion de son 75e anniversaire, la Fédération péruvienne concocte un match amical avec la Colombie, le 24 août 1997. Le Pérou s'impose 2-1, match qui constitue la dernière apparition de César Cueto sous le maillot péruvien.
Le 24 novembre 2008, sous la présidence de Manuel Burga Seoane, la FIFA suspend la Fédération péruvienne à la suite d'un litige l'opposant à l'Institut péruvien du sport (IPD), organe émanant du Ministère de l'Éducation, considérant qu'il y avait une ingérence de l'État dans les affaires de la fédération. Elle est cependant réadmise dès le 19 décembre 2008.
Remplacé à la tête de la fédération par Edwin Oviedo (es) en janvier 2015, Burga Seoane est arrêté par la police péruvienne le 5 décembre 2015 dans le cadre du scandale de corruption qui secoue la FIFA depuis mai 2015.
Néanmoins, les scandales continuent sous le mandat d'Edwin Oviedo, soupçonné d'avoir aidé un magistrat de la Cour suprême à acheter des billets pour la Coupe du monde 2018 en Russie. Il finira par être arrêté le 7 décembre 2018 sur ordre d'un juge de Chiclayo qui lui impose une détention provisoire de 18 mois. Son successeur, Agustín Lozano (es), n'en est pas mieux loti puisqu'une enquête est ouverte contre lui le 15 décembre 2022 pour corruption et association de malfaiteurs.

## Palmarès des équipes nationales

### Masculin

#### Équipes A et amateur
| A - Copa América : - 1939 : Vainqueur (poule). - 1975 : Vainqueur (finale : Pérou - Colombie 2-0, 0-1, 1-0). - 2019 : Finaliste (finale : Brésil - Pérou 3-1). - Jeux bolivariens : - Vainqueur : 1938. - Trophées divers : - Coupe Kirin : - Vainqueur : 1999, 2005, 2011. - Copa del Pacífico : - Vainqueur : 1953, 1954, 1971, 1982. - Copa Mariscal Sucre : - Vainqueur : 1973. - Copa 75 Aniversario de la FPF : - Vainqueur : 1997. | amateur - Jeux bolivariens : - Vainqueur : 1947-1948, 1961, 1973, 1981. |

#### Équipes de jeunes
|  | olympique - Tournoi pré-olympique : - Deuxième : 1960. | -20 ans - Jeux sud-américains : - Vainqueur : 1990. | -18 ans - Jeux bolivariens : - Vainqueur : 2001. | -17 ans - Jeux bolivariens : - Finaliste : 1997. | -15 ans - Championnat d'Amsud : - Vainqueur : 2013. - Jeux olympiques de la jeunesse : - Vainqueur : 2014. |

### Féminine
A
- Jeux bolivariens : 
  - Vainqueur : 2005.

## Structure des ligues de football au Pérou

### Football masculin
| Niveau | Championnat                                        | Championnat                                        | Championnat                                        | Championnat                                        | Championnat                                        | Championnat                                        | Championnat                                        | Championnat                                        | Championnat                                        | Championnat                                        | Championnat                                        | Championnat                                        | Championnat                                        | Championnat                                        | Championnat                                        | Championnat                                        |
| ------ | -------------------------------------------------- | -------------------------------------------------- | -------------------------------------------------- | -------------------------------------------------- | -------------------------------------------------- | -------------------------------------------------- | -------------------------------------------------- | -------------------------------------------------- | -------------------------------------------------- | -------------------------------------------------- | -------------------------------------------------- | -------------------------------------------------- | -------------------------------------------------- | -------------------------------------------------- | -------------------------------------------------- | -------------------------------------------------- |
| 1      | Liga 1 18 clubs Statut professionnel               | Liga 1 18 clubs Statut professionnel               | Liga 1 18 clubs Statut professionnel               | Liga 1 18 clubs Statut professionnel               | Liga 1 18 clubs Statut professionnel               | Liga 1 18 clubs Statut professionnel               | Liga 1 18 clubs Statut professionnel               | Liga 1 18 clubs Statut professionnel               | Liga 1 18 clubs Statut professionnel               | Liga 1 18 clubs Statut professionnel               | Liga 1 18 clubs Statut professionnel               | Liga 1 18 clubs Statut professionnel               | Liga 1 18 clubs Statut professionnel               | Liga 1 18 clubs Statut professionnel               | Liga 1 18 clubs Statut professionnel               | Liga 1 18 clubs Statut professionnel               |
| 2      | Liga 2 18 clubs Statut professionnel               | Liga 2 18 clubs Statut professionnel               | Liga 2 18 clubs Statut professionnel               | Liga 2 18 clubs Statut professionnel               | Liga 2 18 clubs Statut professionnel               | Liga 2 18 clubs Statut professionnel               | Liga 2 18 clubs Statut professionnel               | Liga 2 18 clubs Statut professionnel               | Liga 2 18 clubs Statut professionnel               | Liga 2 18 clubs Statut professionnel               | Liga 2 18 clubs Statut professionnel               | Liga 2 18 clubs Statut professionnel               | Liga 2 18 clubs Statut professionnel               | Liga 2 18 clubs Statut professionnel               | Liga 2 18 clubs Statut professionnel               | Liga 2 18 clubs Statut professionnel               |
| 3      | Copa Perú 50 clubs Statut professionnel et amateur | Copa Perú 50 clubs Statut professionnel et amateur | Copa Perú 50 clubs Statut professionnel et amateur | Copa Perú 50 clubs Statut professionnel et amateur | Copa Perú 50 clubs Statut professionnel et amateur | Copa Perú 50 clubs Statut professionnel et amateur | Copa Perú 50 clubs Statut professionnel et amateur | Copa Perú 50 clubs Statut professionnel et amateur | Copa Perú 50 clubs Statut professionnel et amateur | Copa Perú 50 clubs Statut professionnel et amateur | Copa Perú 50 clubs Statut professionnel et amateur | Copa Perú 50 clubs Statut professionnel et amateur | Copa Perú 50 clubs Statut professionnel et amateur | Copa Perú 50 clubs Statut professionnel et amateur | Copa Perú 50 clubs Statut professionnel et amateur | Copa Perú 50 clubs Statut professionnel et amateur |

### Football féminin
| Niveau | Championnat                                          | Championnat                                          | Championnat                                          | Championnat                                          | Championnat                                          | Championnat                                          | Championnat                                          | Championnat                                          | Championnat                                          | Championnat                                          | Championnat                                          | Championnat                                          | Championnat                                          | Championnat                                          | Championnat                                          | Championnat                                          |
| ------ | ---------------------------------------------------- | ---------------------------------------------------- | ---------------------------------------------------- | ---------------------------------------------------- | ---------------------------------------------------- | ---------------------------------------------------- | ---------------------------------------------------- | ---------------------------------------------------- | ---------------------------------------------------- | ---------------------------------------------------- | ---------------------------------------------------- | ---------------------------------------------------- | ---------------------------------------------------- | ---------------------------------------------------- | ---------------------------------------------------- | ---------------------------------------------------- |
| 1      | Liga Femenina FPF 14 clubs Statut semi-professionnel | Liga Femenina FPF 14 clubs Statut semi-professionnel | Liga Femenina FPF 14 clubs Statut semi-professionnel | Liga Femenina FPF 14 clubs Statut semi-professionnel | Liga Femenina FPF 14 clubs Statut semi-professionnel | Liga Femenina FPF 14 clubs Statut semi-professionnel | Liga Femenina FPF 14 clubs Statut semi-professionnel | Liga Femenina FPF 14 clubs Statut semi-professionnel | Liga Femenina FPF 14 clubs Statut semi-professionnel | Liga Femenina FPF 14 clubs Statut semi-professionnel | Liga Femenina FPF 14 clubs Statut semi-professionnel | Liga Femenina FPF 14 clubs Statut semi-professionnel | Liga Femenina FPF 14 clubs Statut semi-professionnel | Liga Femenina FPF 14 clubs Statut semi-professionnel | Liga Femenina FPF 14 clubs Statut semi-professionnel | Liga Femenina FPF 14 clubs Statut semi-professionnel |